# Panzacola
Panzacola es una ciudad del municipio de Papalotla de Xicohténcatl, la ciudad es uno de los mayores motores industriales y de servicios del estado de Tlaxcala , ya que se encuentra ubicado en el corredor industrial Puebla-Tlaxcala.
El clima predominante es templado subhúmedo, presenta una temperatura media anual de 26.2 °C, con mínimas de 8.2 °C.

## Política

### Ciudad de Papalotla
Panzacola es parte de la ciudad de Papalotla en Tlaxcala. Tiene un estaus especial de comunidad y colonia. Depende completamente de la ciudad para todos sus servicios básicos.
El significado del nombre de Panzacola es el siguiente. Viene de la voz en lengua náhuatl “Tsatsakwalan” y significa “En el adoratorio” y se descompone Así: Tsatsakwalli+-lan. Donde “Tsatsakwalli” significa “adoratorio” y “-lan” es un sufijo locativo que signica “-en el”. 
Con el paso de los siglos el vocablo original “Tsatsakwalan” (Tzatzacualan) se corrompió a Panzacola.

### Municipio de Papalotla de Xicohténcatl
Panzacola se encuentra ubicado al sur de Papalotla de Xicohténcatl, un municipio Mexicano del centro sur del estado de Tlaxcala conurbado a la ciudad de Puebla. Es parte de la Zona Metropolitana de Puebla-Tlaxcala.

### Administración
La autoridad auxiliar recae en el presidente auxiliar. El Presidente Auxiliar actual es Juan Carlos Xicohténcatl Correa.

## Servicios públicos

### Educación
Panzacola cuenta con numerosas instituciones de educación públicas y privadas, la mayoría administradas por la Secretaría de Educación Pública. Cuenta con el Colegio de Bachilleres del Estado de Tlaxcala (COBAT) Número 5.

### Transporte
La Carretera Federal Puebla-Tlaxcala es la principal vialidad de la población ya que conecta a la Ciudad de Puebla con la Ciudad de Tlaxcala, debido a la cercanía de Panzacola con Puebla el trayecto a avenidas importantes como Boulevard Norte y Boulevard Hermanos Serdán se realiza en minutos . La Avenida Industrias Oriente-Poniente es otra vialidad importante al conectar Papalotla con San Lorenzo Almecatla y con la Planta de Ensamblaje de Volkswagen de México.

## Economía

### Industrias
Panzacola es uno de núcleos industriales de Tlaxcala, debe su importancia a su ubicación en el Boulevard Metropolitano Puebla- Tlaxcala, a su cercanía con la ciudad de Puebla (especialmente con el Parque Industrial Finsa y Volkswagen de México) y a la gran población del municipio a la que pertenece y a sus municipios cercanos (Papalotla de Xicohténcatl, San Pablo del Monte, Zacatelco y Xicohtzinco) la cuales suman más de 226,000 habitantes. Su parque industrial principal aglomera grandes empresas nacionales y extranjeras, algunas de ellas han contribuido en proyectos de gran envergadura como ITISA que es una de las proveedoras del Metro de la Ciudad de México.
- Impulsora Tlaxcalteca de Industrias S.A de C.V (ITISA)
- Malta Cleyton de México Planta Tlaxcala
- Lear Corporation
- Eissmann Group Automotive
- Asc-Airtex/Tmm Brummer
- Costuras y Manufacturas de Tlaxcala
- Diseño En Mármol Cantera S.A. de C.V.
- Bencafser
- Arzafil
- Acabados Textiles Zaldo
- Performance Chemical Applied

### Comercio y servicios financieros
Al ser Panzacola un gran punto industrial las empresas comerciales y financieras también han establecido franquicias en el territorio para satisfacer la demanda de servicio, algunas han sido: Bodega Aurrera, OXXO, Correos de México, Comisión Federal de Electricidad, Gasolinerías de Pemex y otras, en el sector financiero se han establecido HSBC de México, Grupo Financiero Banamex, BBVA Bancomer y Santander.